# 林伍德 (紐約州)
林伍德（英語：Linwood）是位於美國紐約州利文斯頓縣的普查規定居民點。

## 人口
根據2020年美國人口普查的數據，林伍德的面積為2.41平方千米，皆為陸地。當地共有人口94人，而人口密度為每平方千米39人。